# Alles hat seine Zeit - Best of Unheilig 1999-2014
Alles hat seine Zeit - Best of Unheilig 1999-2014 é o quinto álbum de coletânea da banda alemã Unheilig. Foi lançado no dia 14 de março de 2014.
A edição limitada desta coletânea contém um DVD extra com todos os clipes da banda lançados até então.

## Lista de Faixas (CD)
As faixas 1 e 19 são exclusivas deste álbum.
| N.º | Título                                                | Duração |  |
| 1.  | "Zeitgeist"                                           | 2:35    |  |
| 2.  | "Geboren um zu leben" (Single Version)                | 3:49    |  |
| 3.  | "Als wär's das erste Mal" (Single Version)            | 3:00    |  |
| 4.  | "Wir sind alle wie eins" (Single Version)             | 3:00    |  |
| 5.  | "Lichter der Stadt" (Radio Version)                   | 3:42    |  |
| 6.  | "Wie wir waren (part. Andreas Bourani)" (Single Edit) | 3:33    |  |
| 7.  | "Für immer" (Single Version)                          | 3:23    |  |
| 8.  | "Winter" (Single Version)                             | 3:53    |  |
| 9.  | "So wie du warst" (Single Version)                    | 3:50    |  |
| 10. | "Unter deiner Flagge" (Single Version)                | 3:57    |  |
| 11. | "An deiner Seite" (Original Radio Version)            | 3:30    |  |
| 12. | "Spiegelbild" (EP Version)                            | 5:37    |  |
| 13. | "Freiheit" (Radio Version)                            | 3:52    |  |
| 14. | "Sage ja!" (Radio Version)                            | 3:33    |  |
| 15. | "Astronaut" (Radio Version)                           | 3:38    |  |
| 16. | "Maschine" (Single Version)                           | 4:05    |  |
| 17. | "Schutzengel" (EP Version)                            | 4:26    |  |
| 18. | "Stark 2012" (Single Version)                         | 3:34    |  |
| 19. | "Rückblende"                                          | 4:10    |  |

### Lista de Faixas (DVD)
| N.º | Título                                                             | Duração |  |
| 1.  | "Geboren um zu leben" (Diretor: Marc Helfers)                      | 3:50    |  |
| 2.  | "Als wär's das erste Mal" (Diretor: Markus Gerwinat)               | 3:00    |  |
| 3.  | "Wir sind alle wie eins" (Diretor: Markus Gerwinat)                | 3:00    |  |
| 4.  | "Lichter der Stadt" (Diretor: Markus Gerwinat)                     | 4:18    |  |
| 5.  | "Wie wir waren (part. Andreas Bourani)" (Diretor: Markus Gerwinat) | 3:45    |  |
| 6.  | "Für immer" (Diretor: Marc Helfers)                                | 3:27    |  |
| 7.  | "Winter" (Diretor: Markus Gerwinat)                                | 4:02    |  |
| 8.  | "So wie du warst" (Diretor: Markus Gerwinat)                       | 4:02    |  |
| 9.  | "Unter deiner Flagge" (Diretor: Markus Gerwinat)                   | 3:57    |  |
| 10. | "An deiner Seite" (Diretor: Martin Müller)                         | 3:57    |  |
| 11. | "Maschine (Live)" (Diretor: Sven Offen)                            | 6:16    |  |
| 12. | "Stark 2012" (Diretor: Markus Gerwinat)                            | 3:34    |  |

## Posição nas paradas
| Paradas  | Posição        |
| -------- | -------------- |
| Alemanha | 2 (70 semanas) |
| Áustria  | 2 (69 semanas) |
| Suíça    | 5 (31 semanas) |

## Créditos
- Der Graf - Vocais/Instrumentação/Composição/Letras
- Christoph "Licky" Termühlen - Guitarra
- Henning Verlage - Teclados/Programação/Produção
- Martin "Potti" Potthoff - Bateria/Percussão
- José Alvarez-Brill - Produção
- Kiko Masbaum - Produção
- Roland Spremberg - Produção